# 尼雪平市镇
尼雪平市镇（瑞典語：Nyköpings kommun）是瑞典东南部南曼兰省的一个市镇。其治所位于尼雪平。
斯德哥爾摩－斯卡夫司塔機場位於尼雪平市镇。

## 友好城市
- 丹麦尼克賓法爾斯特
- 芬兰伊薩爾米
- 挪威諾托登
- 德国佩格尼茨河畔勞夫
- 拉脫維亞薩拉茨格里瓦
- 俄羅斯維堡